# Puskás Aréna
L'estadi Puskás Aréna és un estadi esportiu de la ciutat de Budapest, a Hongria.
Va tenir un cost de 533 milions €.(593 milions € el 2021) La seva capacitat és per a 67.215 espectadors. L'estadi reemplaçà l'antic Estadi Ferenc Puskás que fou demolit el 2016. Ambdós estadis fan referència a l'antic capità de la selecció Ferenc Puskás.
Va ser inaugurat el de novembre de 2019 amb el partit Hongria-Uruguai. Ha sigut escollit per acollir la final de la Lliga de Campions de la UEFA 2025–26.

## Galeria

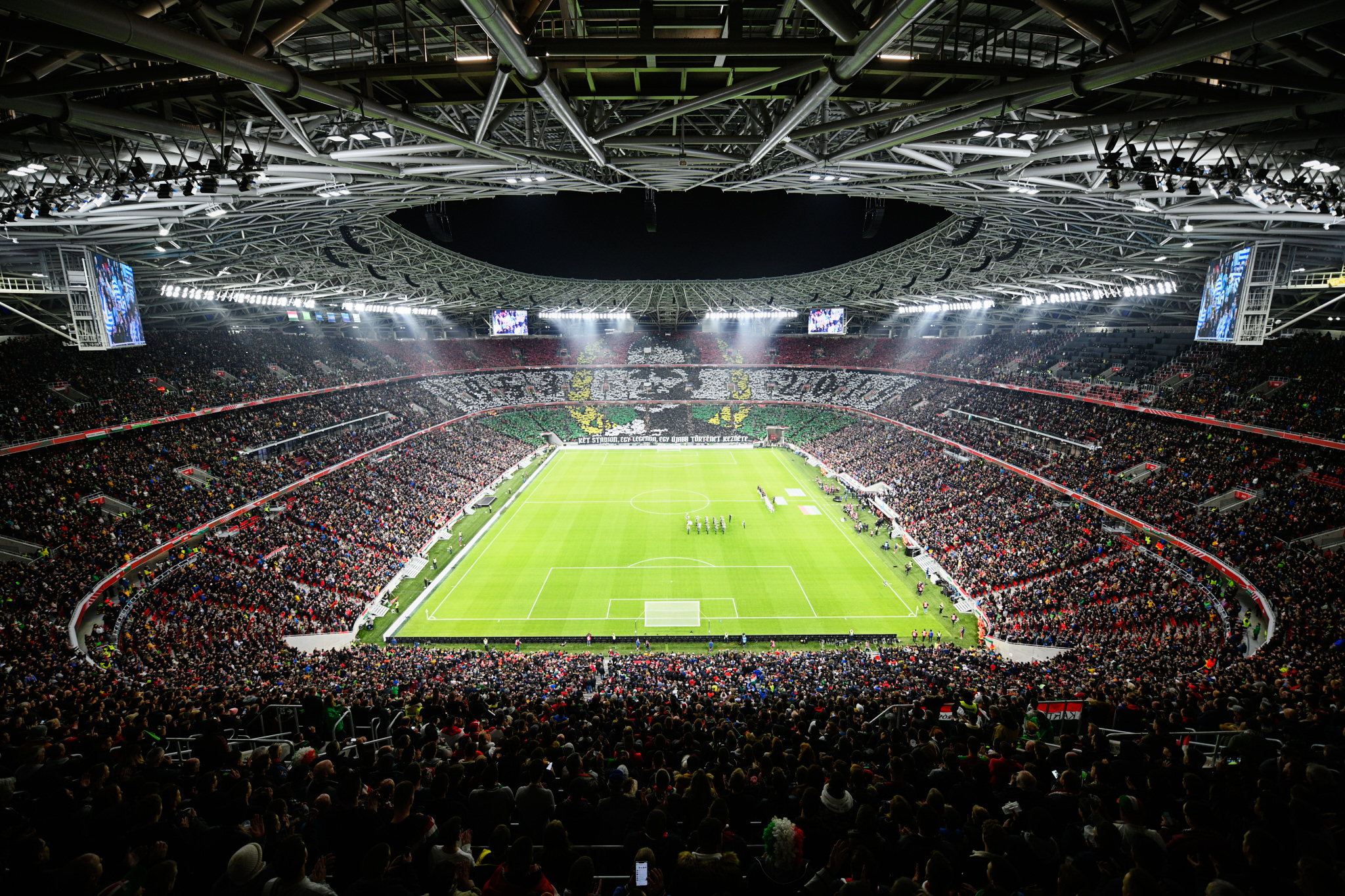
Hongria-Uruguai
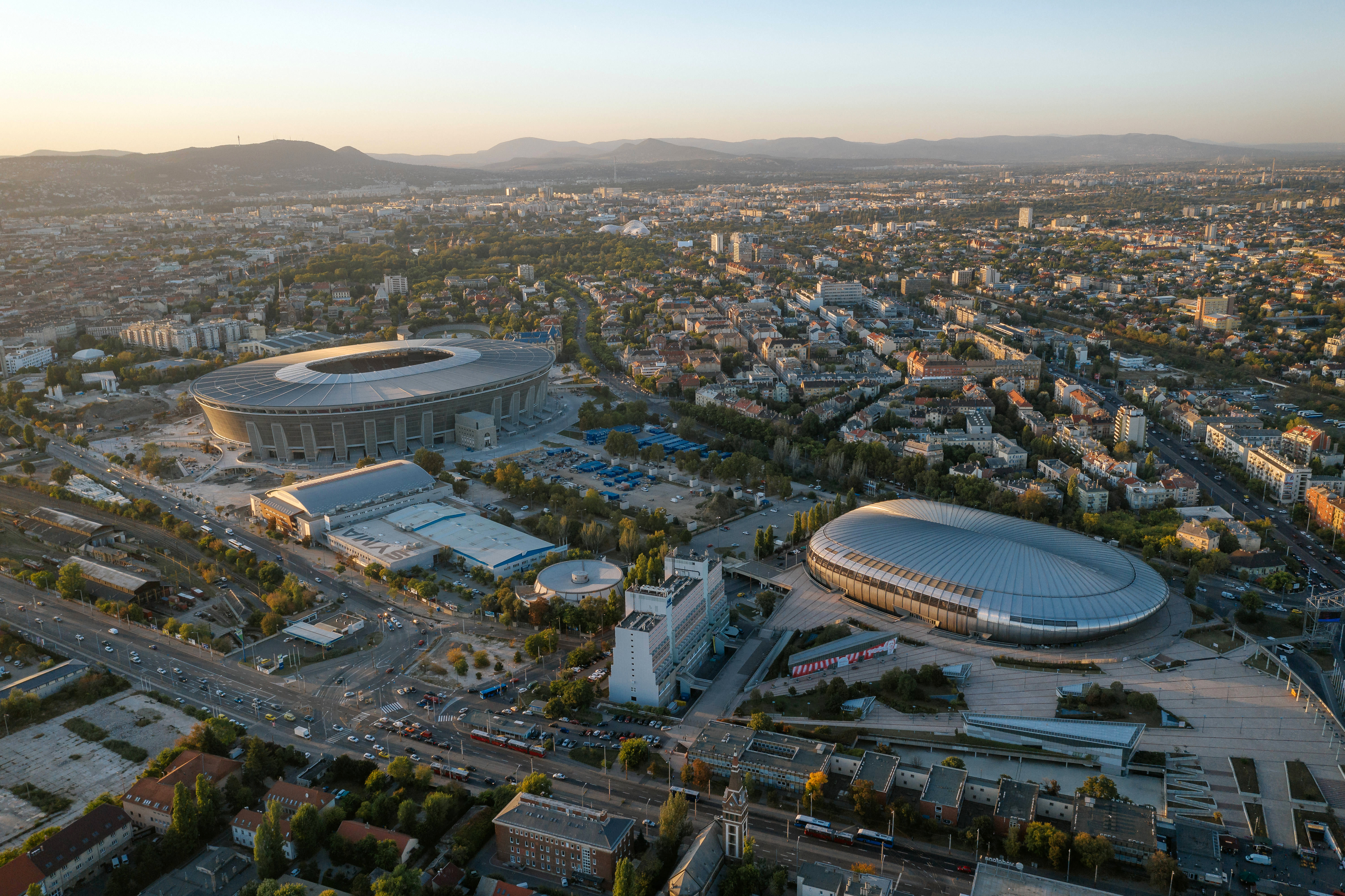
Vista d'ocell
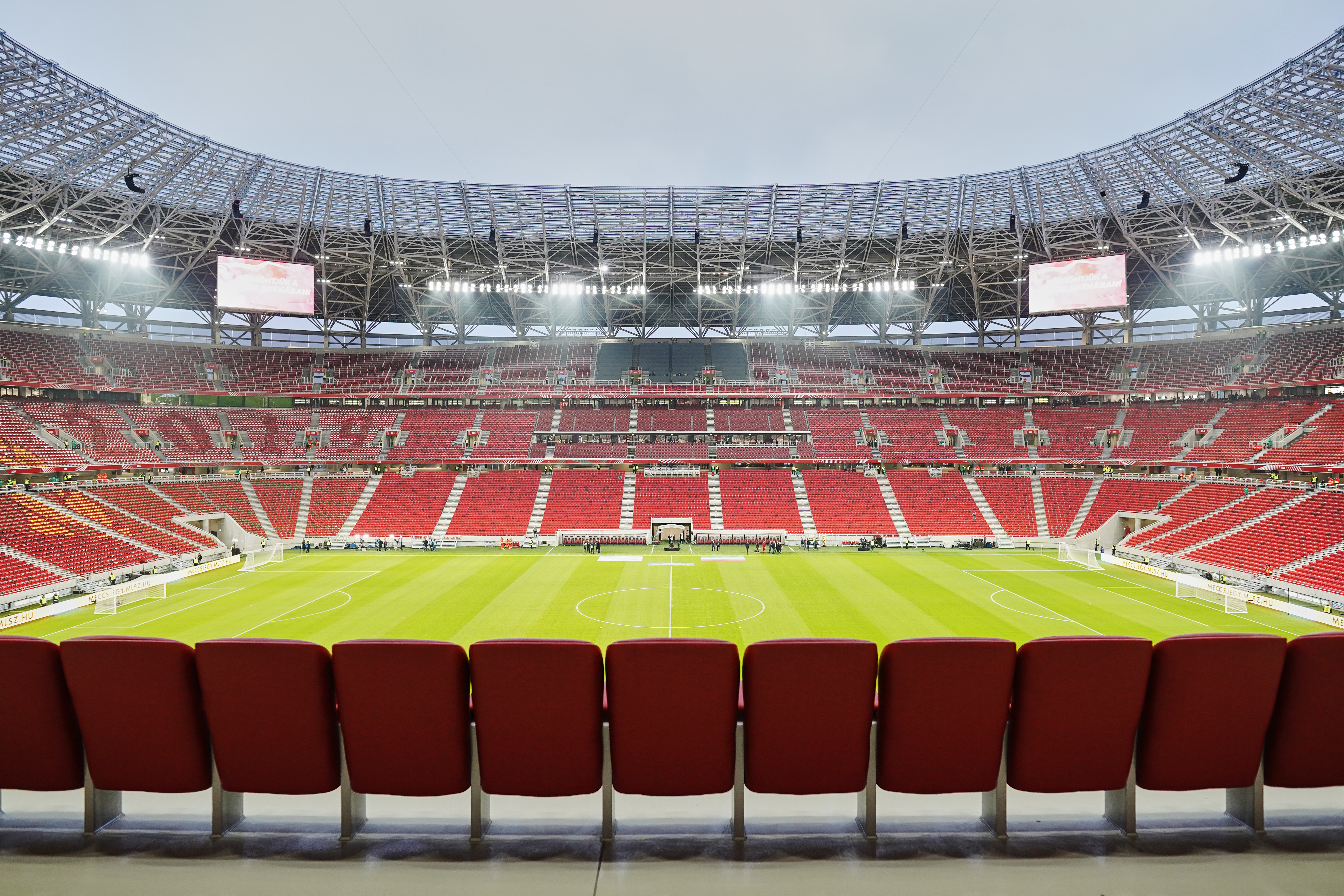
Interior
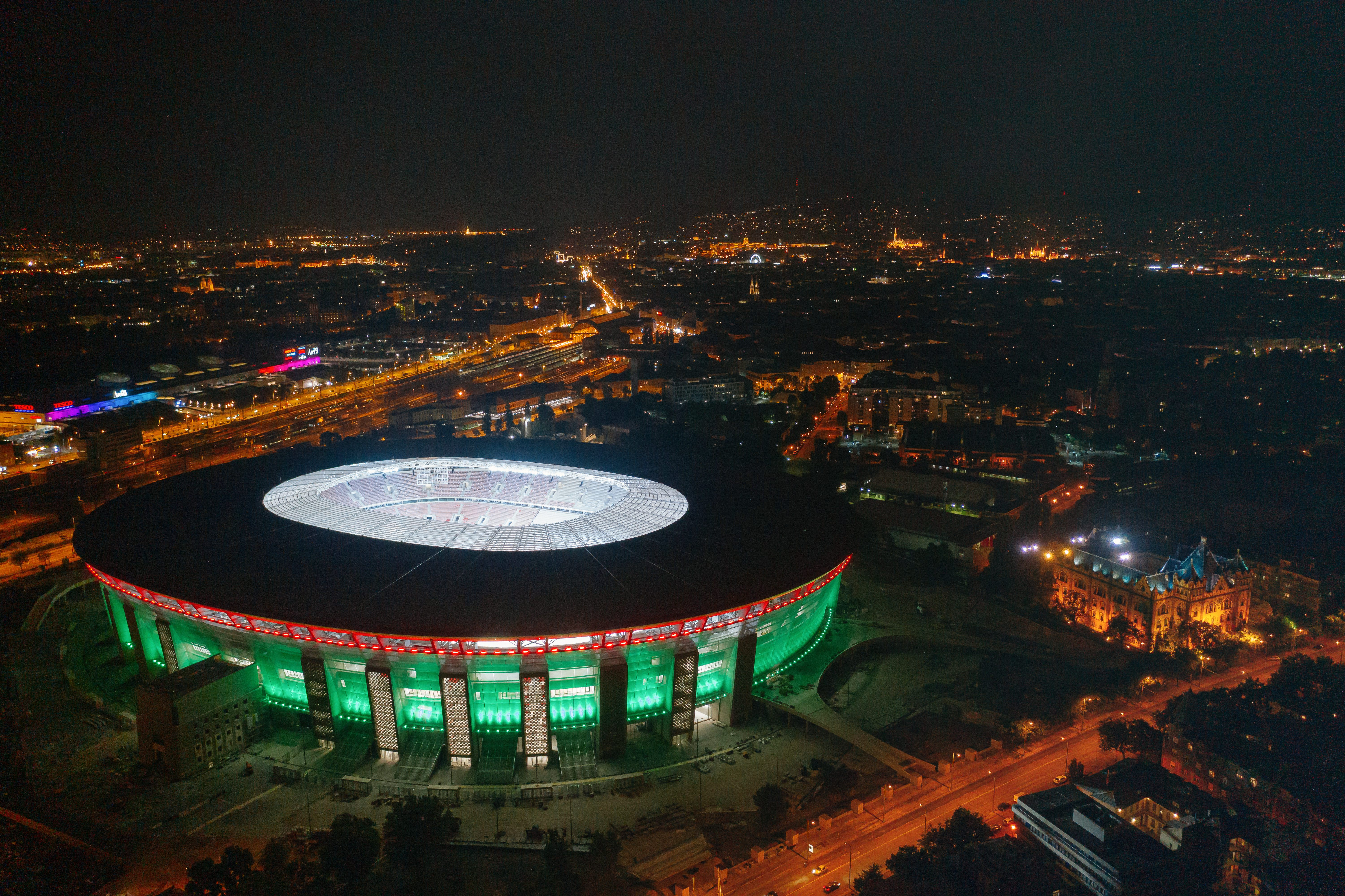
Vista exterior d'ocell
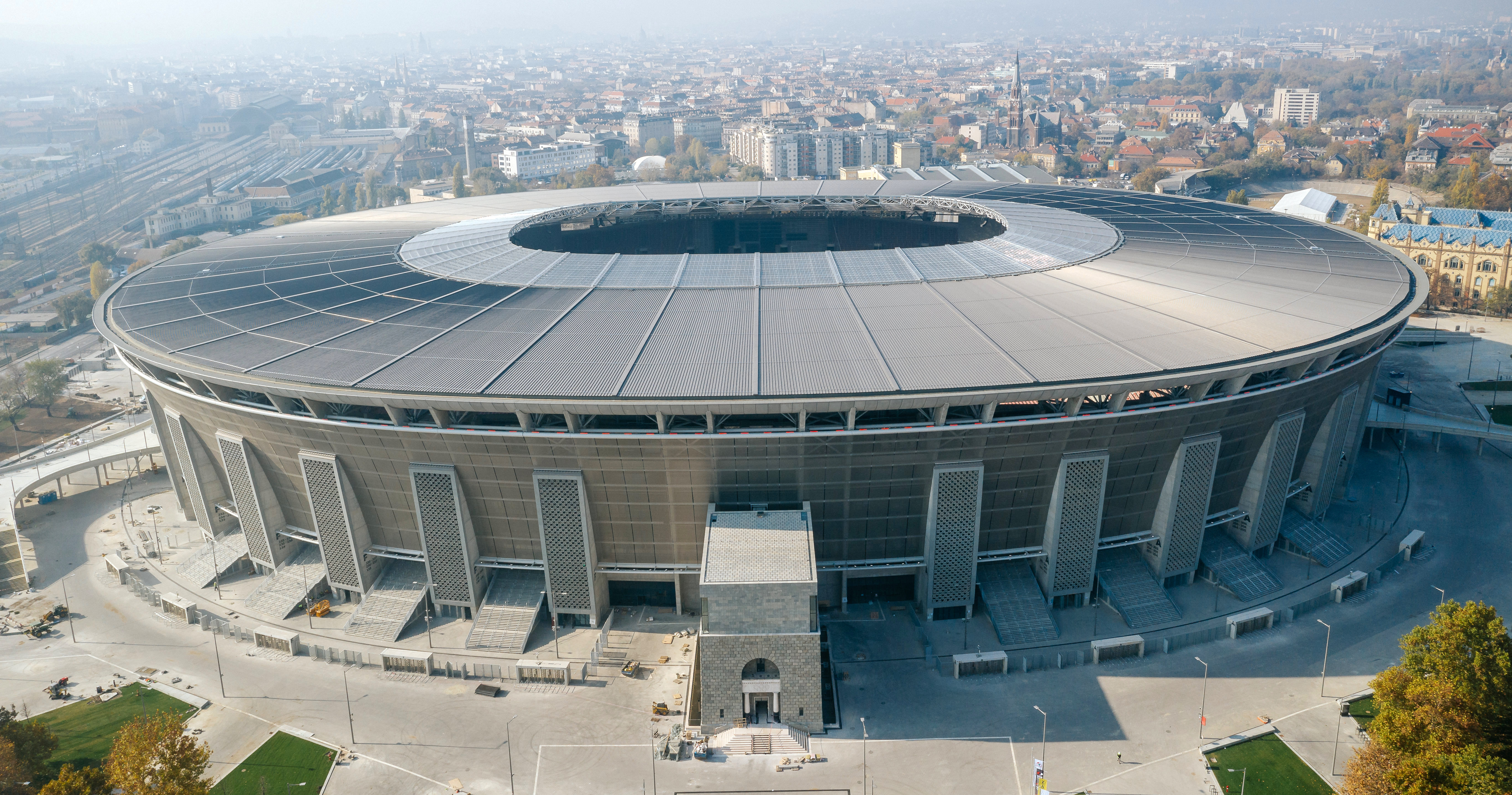
Exterior
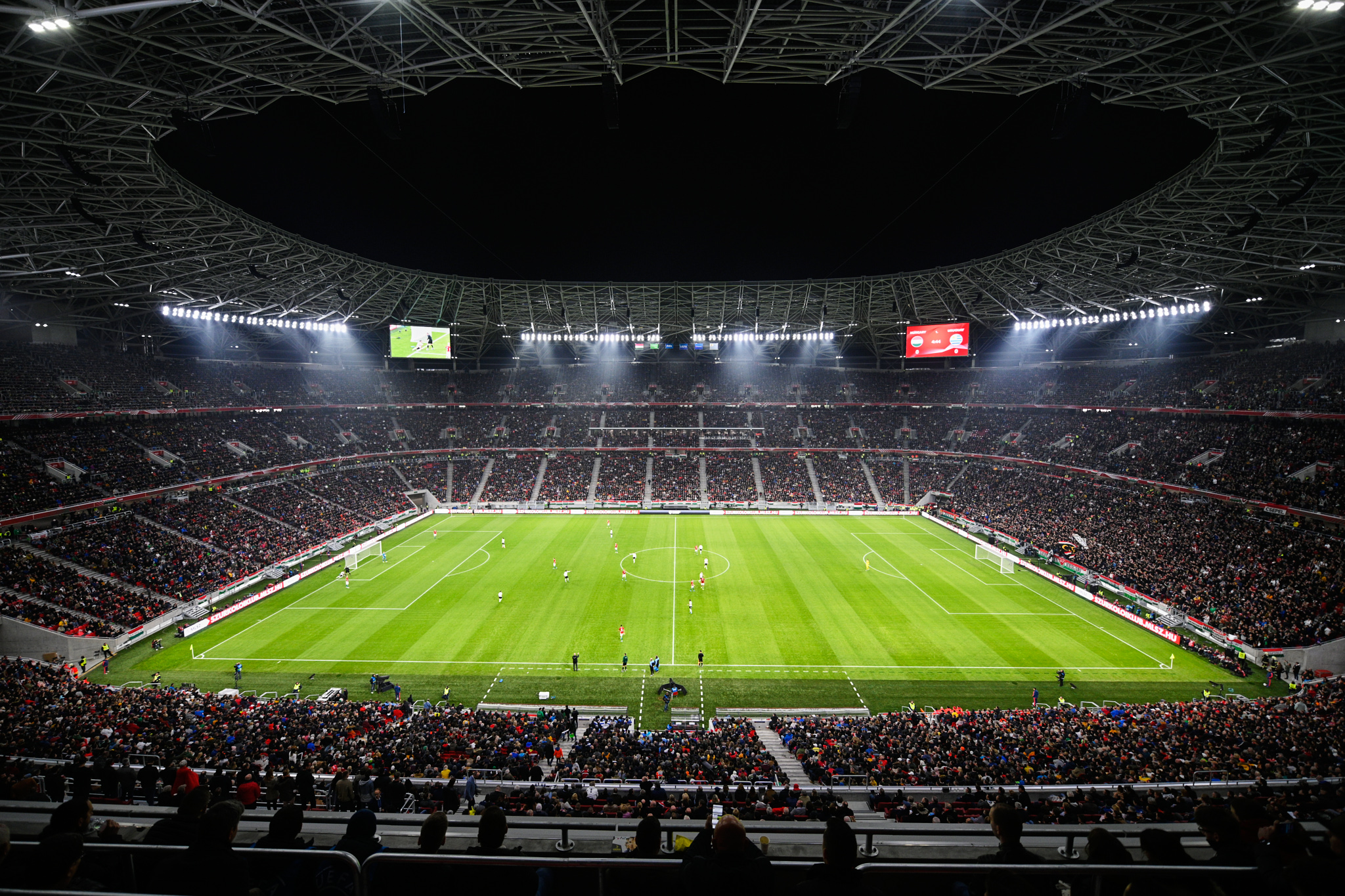
Hongria-Uruguai, partit inaugural novembre de 2019